# Bundesfohlenhof

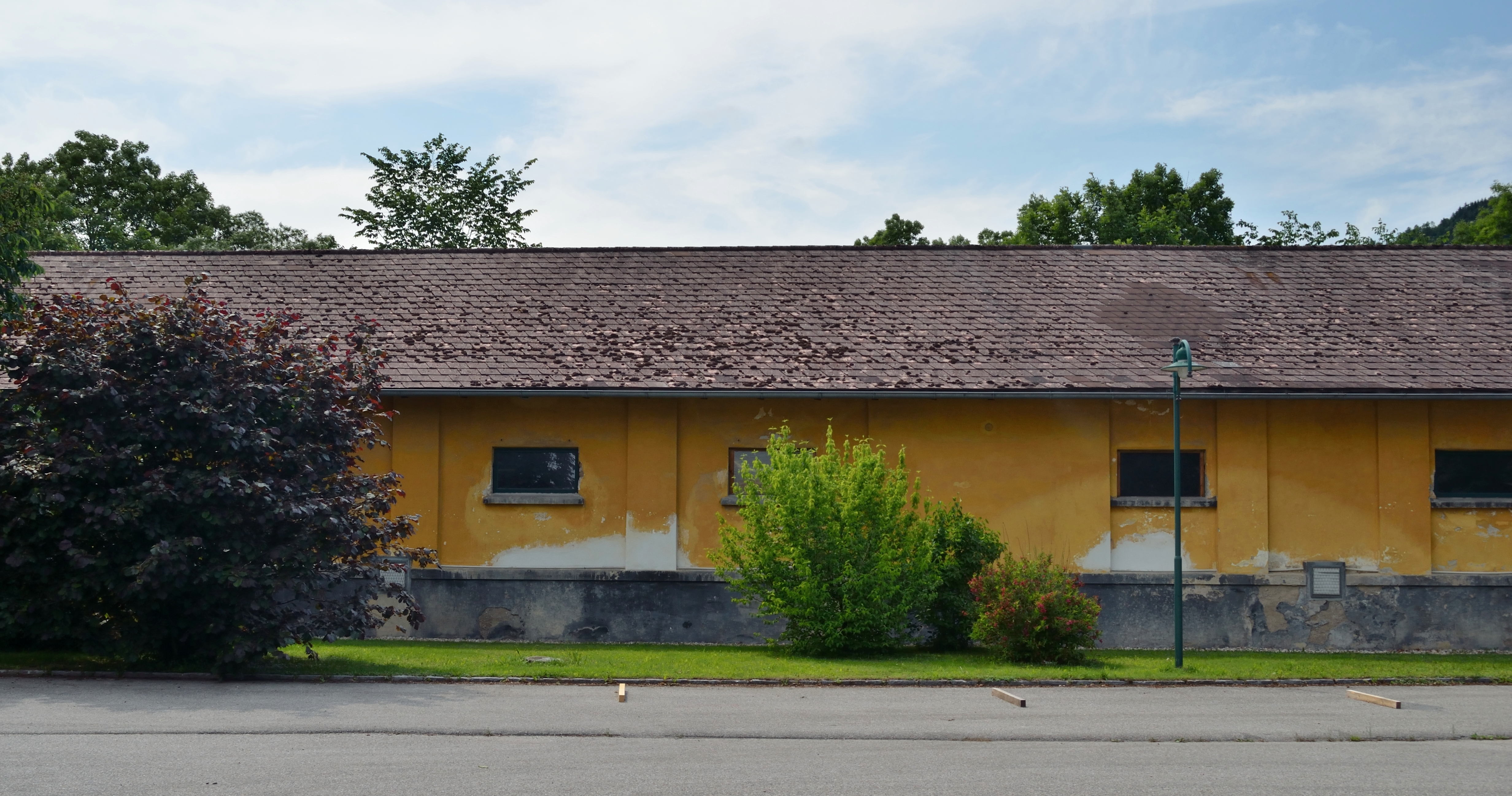
Bundesfohlenhof Perwarth

Der Bundesfohlenhof war ein Gestüt nördlich von Perwarth in der Gemeinde Randegg in Niederösterreich. Die Gebäude stehen unter Denkmalschutz (Listeneintrag).
Der Bundesfohlenhof widmete sich der Aufzucht von Hengstfohlen. Die Fohlen wurden als Halbjährige übernommen, zu deckfähigen Hengsten aufgezogen und mit etwa drei Jahren als Deckhengste an entsprechende Stellen in den Bundesländern übergeben. Hierzu verfügte das Gestüt über 120 Hektar Boden. Teilweise wurden zweijährige Hengste ins Bundeshengstenstallamt in Stadl bei Lambach überstellt. Infolge der Auflösung des Bundesfohlenhofes Ende 1962 übernahm das Bundesgestüt Piber diese Aufgabe.